# Gerhard Schwedka
Gerhard Schwedka (* 22. September 1913 in Gleiwitz-Oehringen; † 6. März 1988 in Ost-Berlin) war ein deutscher Politiker (SPD/SED) und Gewerkschafter. Er war Vorsitzender des Zentralvorstandes der Industriegewerkschaft Textil-Bekleidung-Leder im FDGB.

## Leben
Schwedka, Sohn eines Drahtziehers, besuchte die Volksschule und absolvierte eine Lehre zum Schneider. Anschließend arbeitete er im Beruf. 1932 trat er der SPD bei.
1946 wurde Schwedka Mitglied der SED. 1946/1947 wirkte er als Arbeitsgebietssekretär der SED in Schmiedeberg. 1948/1949 war er Mitarbeiter im SED-Landesvorstand Sachsen-Anhalt in Halle (Saale), dann von 1949 bis 1951 Mitarbeiter im Parteivorstand bzw. im ZK der SED. Er war dort in der Abteilung Personalpolitik als Hauptreferent zuständig für die Parteischulung. 1951/1952 war Schwedka stellvertretender Vorsitzender, dann 1952/53 Vorsitzender des Zentralvorstandes der IG Textil-Bekleidung-Leder. Am 17. September 1953 wurde Schwedka von Walter Ulbricht auf der 16. Tagung des ZK der SED kritisiert, weil er im Textilwerk „Einheit“ in Glauchau, den Forderungen auf Einführung der 46-Stunden-Woche bei 48-stündiger Bezahlung zugestimmt hatte. Daraufhin wurde er als Vorsitzender der IG abgelöst. 1954/1955 studierte er an der Bezirksparteischule der SED-Bezirksleitung Berlin. Anschließend war Schwedka Mitarbeiter bzw. Sektorenleiter im FDGB-Bundesvorstand, später Kaderleiter an der Gewerkschaftshochschule „Fritz Heckert“ (bis 1975).

## Auszeichnungen
- Vaterländischer Verdienstorden in Silber (1983)[4]
- Verdienstmedaille der DDR[5]